# Maniobra de Kristeller
La maniobra de Kristeller es un proceso de parto que se utilizaba para hacer salir al bebé con mayor rapidez a través del canal vaginal, durante la fase de expulsión.
Es una técnica de obstetricia algo habitual en las clínicas y hospitales alrededor del mundo, especialmente en Europa, donde llega al 22% de los partos en países como Francia. Pese a ello, está prohibida en el Reino Unido y desaconsejada en los Estados Unidos, debido al enorme riesgo que conlleva, tanto a la madre como al niño que se encuentra en su vientre. La OMS también recomienda evitar esta peligrosa práctica.

## Historia

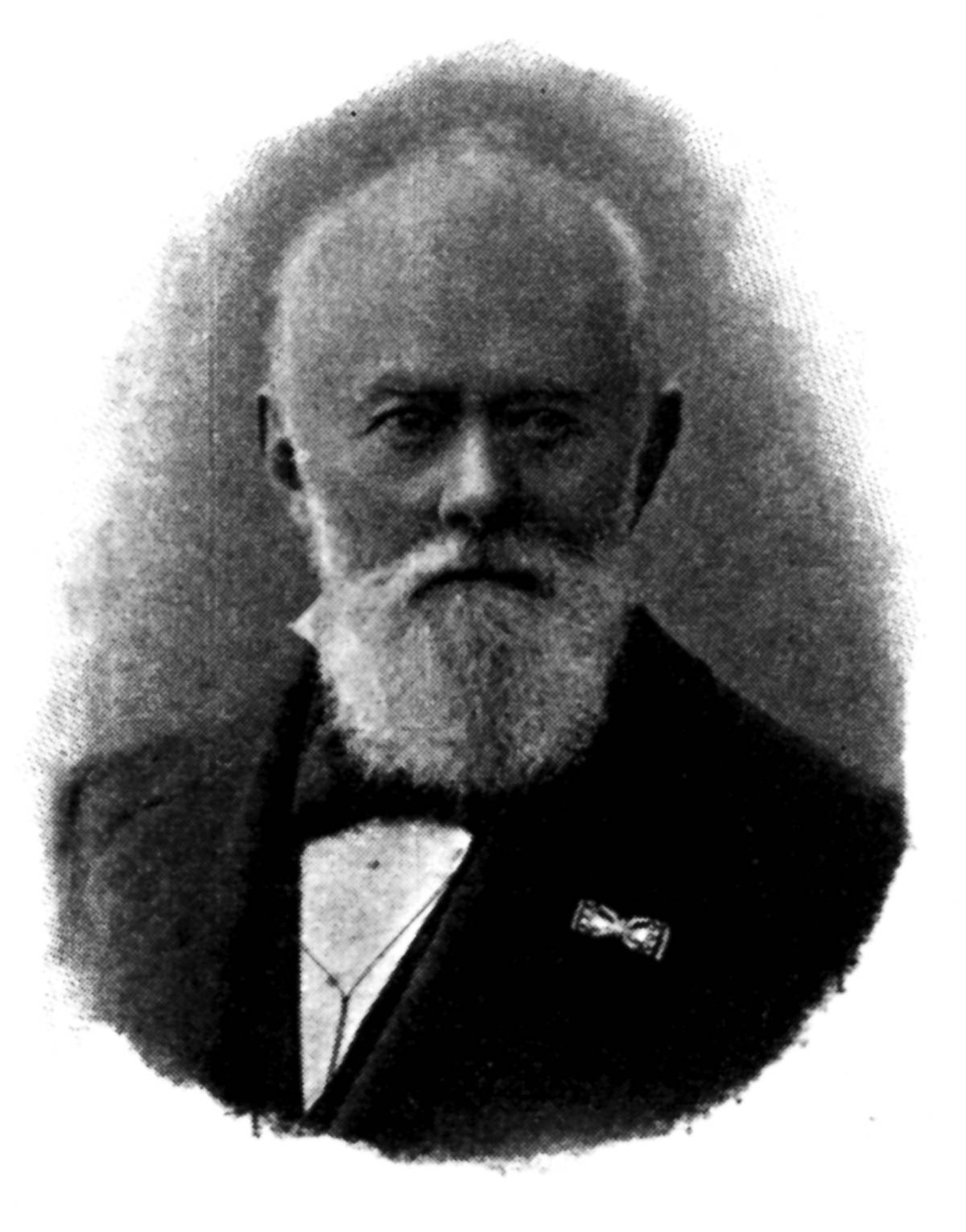
Samuel Kristeller (1820-1900)

El nombre de este método se atribuye al ginecólogo alemán de origen polaco Samuel Kristeller (1820-1900), quien hizo un estudio descriptivo sobre un método de nacimiento rápido y efectivo a mediados del siglo XIX..
Kristeller nació en Ksiaz Wielkopolki (actual distrito de Śrem, Polonia), siendo de ascendencia judía. Dirigió durante mucho tiempo el Instituto de Ginecología en Berlín. Se le conoce como el creador de esta maniobra ya que en 1867 publicó un estudio sobre la asistencia manual de empujar al feto, su técnica, condiciones y recomendaciones sobre esta aplicación.
La idea de este procedimiento era fortalecer las contracciones uterinas durante la labor masajeando el útero y presionándolo en el fondo repetidamente, con dirección hacia el canal del parto. Complementario a ello, también creó un tipo de fórceps.
Paul Oskar Kristeller, un famoso erudito, era su sobrino.

## Técnica y usos
Se realiza empujando con los puños o el antebrazo la parte superior del útero coincidiendo con la contracción y el empuje de la madre. La técnica debe aplicarse de una forma muy controlada a la vez que se produce una contracción uterina para ayudar a nacer al bebé en la última parte del parto.
Se aplica en casos puntuales y con mucha cautela, por varias circunstancias extremas:
- Cuando el expulsivo por la vía vaginal es muy prolongado,  y por lo tanto, arriesgado para la madre y el niño.
- Cuando el bebé es muy grande pero está en la posición correcta
- Cuando la madre está cansada y no tiene la fuerza suficiente por la anestesia epidural.

El uso de la maniobra de Kristeller no significa que algo vaya mal en el proceso, sino que es una ayuda más para el parto. Siempre la deberá realizar un profesional,(ginecólogo). Sin embargo, numerosas publicaciones y revisiones sistemáticas de la actualidad la describen como una práctica innecesaria, que aumenta el riesgo intraparto y que no tiene mayor utilidad en el resultado perinatal.

## Posibles inconvenientes
Este procedimiento puede ser doloroso dependiendo de la presión ejercida.  A veces, si la fuerza aplicada es muy grande, la mujer puede quedarse sin aire momentáneamente por la fuerza realizada al diafragma.
En el período posparto pueden sentirse dolores tipo "agujetas" en la zona superior del abdomen, producto de esta maniobra. En ocasiones pueden aparecer pequeños hematomas si la fuerza ejercida ha sido muy grande y desproporcionada.
Normalmente, la maniobra de Kristeller se realiza en caso de urgencia, riesgo de muerte fetal o incluso materna, o si hay riesgo de lesiones por falta de oxígeno al feto, como parálisis cerebral, puede ser imprescindible junto con el uso de fórceps  previo a cesárea  Como complemento, los asistentes del parto deberían  animarla a adoptar posturas que favorezcan el descenso del feto (verticales), no beber por si hay que operar de urgencia, y evitarle situaciones o intervenciones que pudieran estar aumentando su cansancio, procurándole confort físico y psicológico para que pueda dar a luz de una forma natural.
La complicación más temida, aunque rara, es la ruptura del útero. En su lugar, pueden ocurrir laceraciones en el perineo causado por la rápida expulsión de la cabeza fetal.
Esta maniobra se indica, por lo tanto, solo cuando hay una necesidad urgente de llevar a cabo la entrega y la cabeza del feto ya está en el suelo pélvico antes de utilizar los fórceps.
Sin embargo, no existen informes o registros contundentes en la historia clínica mundial acerca del uso negativo de la maniobra de Kristeller, lo que dificulta recopilar datos para realizar estudios observacionales o estadísticos.

## Críticas
La maniobra de Kristeller ha sido ampliamente cuestionada en diversos círculos médicos, por el impacto físico que eventualmente puede ocasionar. Según opina la OMS, es una práctica poco segura y no recomendada. Incluso, la considera anticuada y algo riesgosa, ya que una maniobra mal hecha podría provocar graves problemas como el desprendimiento de la placenta y ruptura uterina, o bien, fracturas en el bebé.
A pesar de que sigue siendo ampliamente utilizada (a menudo en casos donde no hay ninguna urgencia), esta medida se ha prohibido por ley en muchos países europeos (por ejemplo, en el Reino Unido). En Italia, se recomienda la adopción de parto vaginal en lugar de una cesárea, a pesar de que durante la distocia (lapso anormal en el transcurso del parto), esta maniobra puede ser elegible. En numerosos países del resto del mundo esta técnica está proscrita, y en muchos otros se sigue usando sin consenso ni aprendizaje y sin reflejarlo en la historia clínica.
En el Foro Internacional del Parto (Roma, 2005) se estableció que era imposible cuantificar el daño causado a las parturientas y a los recién nacidos por dicha maniobra, ya que muchas veces no se registran por posibles litigios por mala praxis.
Mientras tanto, la Sociedad Española de Ginecología y Obstetricia, en sus recomendaciones de 2007, afirma que esta maniobra está contraindicada para facilitar el descenso del feto. Según la Sociedad,  puede causar a la madre traumatismos que van desde hematomas y dolor en las inserciones musculares y fractura de costillas, hasta hemorragias graves producto de la ruptura del útero o inversión uterina. En casos extremos, puede incluso conducir a la extirpación del útero. En cuanto al bebé, también puede producirle traumatismos y lesiones. A pesar de ello, sigue siendo una práctica muy extendida en los hospitales españoles.